# 宮商事
宮商事株式会社（みやしょうじ、英: MIYA SHOJI CO., LTD.）は、愛知県名古屋市熱田区に本社を置く製麺会社。

## 概要
1923年（大正12年）創業の老舗で「宮きしめん」の名で知られる。宮きしめんの宮とは発祥の地である熱田神宮からとったものである。主な業務はきしめんを始めとする麺類の製造・販売のほか、直営のきしめん店を名古屋市内や岐阜県、三重県に計8店舗展開している。

## 沿革
- 1923年（大正12年） - 創業[1]。
- 1963年（昭和38年） - 会社設立[1]。
- 2000年（平成12年）8月 - 豊田工場にてISO 9002:1994認証を取得[1]。
- 2009年（平成21年） - 豊田工場がISO 9002:1994認証からISO 9001:2008認証へ移行[1]。

## 事業所
- 本社（愛知県名古屋市熱田区）[1]
- 豊田工場（愛知県豊田市）[1]